# Ärkebiskop av Westminster
Ärkebiskopen av Westminster är en biskop och metropolit för Westminster stift, och den främste företrädaren för den romersk-katolska kyrkan i England och Wales.
Ämbetet upprättades 1850, när Pius IX beslöt att åter bilda territoriella stift i England, för första gången sedan reformationen. Ärkebiskopen är formellt metropolit för Westminster kyrkoprovins, som utöver ärkestiftet Westminster även består av Brentwoods stift, East Anglia stift, Northampton stift och Nottinghams stift. Sedan 1911, när ytterligare två ärkebiskopar tillsattes i England och landet delades in i flera kyrkoprovinser, har ärkebiskopen av London informellt också fungerat som primas för den romersk-katolska kyrkan i England och Wales. 

## Lista över ärkebiskopar
- 1849–1865 Nicholas Wiseman[2]
- 1865–1892 Henry Edward Manning[2]
- 1892–1903 Herbert Vaughan[2]
- 1903–1935 Francis Bourne[2]
- 1935–1943 Arthur Hinsley[2]
- 1943–1956 Bernard Griffin[2]
- 1956–1963 William Godfrey[2]
- 1963–1975 John Carmel Heenan[2]
- 1976–1999 Basil Hume[2]
- 2000–2009 Cormac Murphy-O'Connor[2]
- 2009– (nuvarande) Vincent Nichols[2]